# Warungbambu
Warungbambu is een bestuurslaag in het regentschap Karawang van de provincie West-Java, Indonesië. Warungbambu telt 12.071 inwoners (volkstelling 2010).